# Río Cascajal
El Río Cascajal es un río de Panamá ubicado en la Provincia de Colón. Nace en la Sierra Llorona, en las inmediaciones del Cerro Bruja y desemboca en el Mar Caribe, exactamente en la Bahía de Portobelo. Tiene una longitud de 17 km.